# Ophiorrhiza fasciculata
Ophiorrhiza fasciculata är en måreväxtart som beskrevs av David Don. Ophiorrhiza fasciculata ingår i släktet Ophiorrhiza och familjen måreväxter. Inga underarter finns listade i Catalogue of Life.